# George Ramsay, 9. Earl of Dalhousie

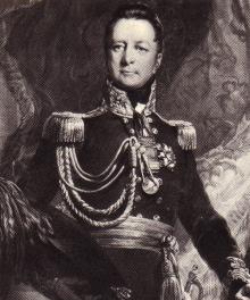
George Ramsay, 9. Earl of Dalhousie (um 1825)

George Ramsay, 9. Earl of Dalhousie, GCB (* 23. Oktober 1770 auf Dalhousie Castle, Midlothian, Schottland; † 21. März 1838 ebenda) war ein britischer General und Kolonialbeamter. Von 1816 bis 1820 war er Vizegouverneur der Kolonie Nova Scotia und von 1820 bis 1828 Generalgouverneur von Britisch-Nordamerika.

## Kindheit und Erziehung
Er war der älteste Sohn von George Ramsay, 8. Earl of Dalhousie, und Elizabeth Glen. Als Heir apparent seines Vaters führte er bis 1787 den Höflichkeitstitel Lord Ramsay. Seine Ausbildung erhielt er an der Royal High School in Edinburgh und der University of Edinburgh.

## Militärkarriere
Er trat im Juli 1788 in die British Army ein, indem er sich eine Offiziersstelle als Ensign kaufte, wie es damals üblich war. Später wurde er Captain einer von ihm selbst aufgestellten selbständigen Kompanie. 1791 schloss er sich dem 2. Battalion des 1st Regiment of Foot an, wechselte jedoch schon im nächsten Jahr in das 2nd Regiment of Foot, in dem er eine Stelle als Major kaufte. Als dessen Kommandeur wurde er mit dem Regiment nach Martinique verlegt. Im August 1794 wurde er zum Lieutenant-Colonel befördert, bevor er 1795 schwer verwundet wurde und nach England zurückkehrte. Ramsay kämpfte in der Irischen Rebellion von 1798 und im darauffolgenden Jahr in Nordholland gegen die Franzosen. Im Januar 1800 erhielt er den Brevet-Rang eines Colonel und wurde 1801 im Ägyptenfeldzug unter Ralph Abercromby eingesetzt. 1803 diente er als Brigadier-General in Schottland, bevor er im April 1805 zum Major-General befördert wurde.
In den Napoleonischen Kriegen auf der Iberischen Halbinsel befehligte Dalhousie die siebte Division unter Arthur Wellesley, 1. Marquess of Wellington. Für seine Verdienste in der Schlacht von Vitoria sprach ihm das Parlament seinen Dank aus und er wurde als Knight Grand Cross in den Bathorden aufgenommen. Ramsay nahm zudem an der Pyrenäenschlacht teil. Er war mit seiner Einheit an der Besetzung von Bordeaux beteiligt, sodass er die Schlacht von Toulouse von 1814 verpasste. Am 18. Juni 1815 kämpfte er in der Schlacht bei Waterloo.

## Politische Karriere
Als sein Vater im November 1787 starb, erbte er dessen Adelstitel als 9. Earl of Dalhousie. Als solcher war er von 1796 bis 1806 und von 1807 bis 1818 gewählter schottischer Representative Peer Mitglied des britischen House of Lords. Am 11. August 1815 wurde ihm über seine bisherigen Titel hinaus derjenige eines Baron Dalhousie, of Dalhousie Castle in the County of Edinburgh, verliehen. Dieser britische Titel war, anders seine übrigen schottischen Titel unmittelbar mit einem Sitz im House of Lords verbunden.
Nach Ende der Napoleonischen Kriege wechselte Ramsay in die Kolonialverwaltung. 1816 ging er als Vizegouverneur nach Nova Scotia. Schwerpunkte seiner Tätigkeit dort waren die Verbesserung der Situation der Einwanderer, die Landwirtschaft und das Bildungswesen in der Provinz. Demgegenüber verweigerte ihm das Provinzparlament mehrfach weitere Gelder zum Ausbau der lokalen Miliz.
1820 wurde Ramsay das Amt des Generalgouverneurs von Britisch-Nordamerika mit Sitz in Quebec übertragen. Zu den bisherigen Bereichen kamen nunmehr die Verbesserung der Verkehrsinfrastruktur der Gesamt-Kolonie und, im Hinblick auf den erst acht Jahre zurückliegenden Krieg mit den Vereinigten Staaten, militärische Belange hinzu. Sein Verhältnis zum kanadischen Parlament war jedoch schwierig, da Ramsay extrem konservative Ansichten vertrat und die Vorrechte der Krone betonte. Einen massiven Konflikt über die Bewilligung von Geldern für die Ausgaben des Gouverneurs selbst verlor Ramsay letztendlich, weil auch das Kolonialministerium in London seine Position nicht stützte. Es kam dann zu einer Beschwerde, die von mehr als 87.000 Einwohnern der Provinz gezeichnet wurde. Der Untersuchungsbericht des britischen House of Commons äußerte schließlich ebenfalls Kritik an der Amtsführung des Gouverneurs.
Aufgrund dieser Situation und im Hinblick auf andauernde finanzielle Schwierigkeiten, die insbesondere seinen schottischen Besitz betrafen, verließ Ramsay 1828 Kanada und kehrte nach Großbritannien zurück. Seine dortigen Versuche, eine Rehabilitierung zu erreichen, blieben allerdings erfolglos.
1830 wurde er in den Rang eines Generals und zum Oberbefehlshaber der britischen Truppen in Indien ernannt. Seine Gesundheit litt jedoch unter dem tropischen Klima, so dass er schon zwei Jahre später von seinem Amt zurücktrat und nach Großbritannien zurückkehrte. In den letzten Lebensjahren nahmen Ramsays Gebrechen zu, zuletzt war er erblindet und senil.

## Familie
Ramsay heiratete 1805 Christian Broun (1786–1839), Erbtochter des Charles Broun, Gutsherr von Coalstoun in East Lothian. Mit ihr hatte er drei Söhne:
- George Ramsay, Lord Ramsay (1806–1832), Captain des 26th Regiment of Foot;
- Hon. Charles Ramsay (1807–1817);
- James Broun-Ramsay, 1. Marquess of Dalhousie (1812–1860).

Als Ramsay 1838 im Alter von 67 Jahren auf Dalhousie Castle starb, waren zwei seiner Söhne bereits gestorben. Als 10. Earl of Dalhousie beerbte daher sein jüngster Sohn James, der ebenfalls eine politische Karriere machte und 1849 zum Marquess of Dalhousie erhoben wurde.

## Sonstiges
Von 1804 bis 1806 war Ramsay Großmeister der schottischen Freimaurer-Großloge.
Während seiner Tätigkeit als Vizegouverneur von Nova Scotia gründete Ramsay die nach ihm benannte Dalhousie University in Halifax. Die Stadt Dalhousie in New Brunswick wurde 1826 nach ihm benannt.